# Carl Toldt
Carl Toldt (Brunico, 3 maggio 1840 – Vienna, 13 novembre 1920) è stato un anatomista austriaco.
Nel 1864 guadagnò il dottorato di medicina a Vienna e fu poi professore di anatomia a Praga e Vienna. Fu autore del popolare "Anatomischer Atlas für Studirende und Ärzte" ("Un atlante di anatomia umana per studenti e medici"), un'opera che fu successivamente tradotta in inglese.